# ماهی دیواربین آبی
ماهی دیواربین آبی (نام علمی: Sander vitreus glaucus) نام یک زیرگونه از گونه ماهی دیواربین است.